# Либерал-лейбористы
Либерал-лейбористы (англ. Liberal-Labour) — движение внутри Либеральной партии Великобритании, в рамках которого местные либеральные ассоциации выдвигали в британский парламент кандидатов, которых финансово поддерживали профсоюзы (тред-юнионы). Эти кандидаты баллотировались с целью представлять рабочий класс, действуя в рамках Либеральной партии в целом. Либерал-лейбористы часто сотрудничали с Лигой рабочего представительства (1869—1886), секретарём которой с 1873 по 1880 годы был либерал-лейборист Генри Бродхерст из профсоюза каменщиков, сам позднее ставший парламентарием и заместителем министра внутренних дел (первый в истории Великобритании случай участия рабочего в кабинете министров).
В декабре 1905 году либерал-лейборист Джон Эллиот Бёрнс (член Палаты общин от Баттерси в 1892—1905 годах) вошёл в кабинет Генри Кэмпбелла-Баннермана в качестве президента Совета местного самоуправления, став одним из первых выходцев из рабочего класса на министерских постах в Великобритании (после Генри Бродхерста).

## История
Первым кандидатом от либерал-лейбористов, и тем самым основателем этого движения, был Джордж Оджер, секретарь Лондонского совета тред-юнионов, который безуспешно баллотировался от либералов на дополнительных выборах 1870 года в Саутуорке. Первыми депутатами от либерал-лейбористов стали Александр Макдональд и Томас Берт, члены Федерации горняков Великобритании (MFGB), которые были избраны в 1874 году. В 1880 году к ним присоединился Генри Бродхерст из профсоюза каменщиков. Своего пика движение достигло в 1885 году, когда было избрано двенадцать депутатов от либерал-лейбористов. Среди них были Уильям Абрахам (Мабон), 33 года, с 1885 по 1918, представлявший в Палате общин долину Рондда (Уэльс), Уильям Кример, один из основателей Объединённого общества плотников и столяров, Джозеф Арч, основатель Национального союза сельскохозяйственных рабочих.
После 1885 года начался постепенный спад либерал-лейбористского движения, вызванный поражением забастовки на шёлковой фабрике Manningham Mills (1890–1891), основанием в 1893 году Независимой лейбористской партии, и, наконец, серией решений, ограничивающих деятельность профсоюзов, кульминацией которых стало Тафф-Вейльское дело (1901), которое в значительной степени не оспаривалось Либеральной партией.
Формирование Комитета рабочего представительства в 1900 году, и создание на его базе в 1906 году Лейбористской партии, привели к тому, что в Палате общин существовало две группы депутатов, поддерживаемые профсоюзами (28 лейбористов и 23 либерал-лейбориста). Британский конгресс тред-юнионов решил потребовать от поддерживаемых им членов парламента баллотироваться на следующих выборах в качестве кандидатов от Лейбористской партии. Из 23 депутатов от либерал-лейбористов 15 поддерживались профсоюзами, входящими в Федерацию горняков Великобритании. Когда она присоединилась к Лейбористской партии в 1909 году, большинство их депутатов после выборов в январе 1910 года также перешли к лейбористам.
Окончательно либерально-лейбористская группа распалась после выборов 1918 года, когда два самых видных её деятеля, Томас Берт (тогдашний «Отец Палаты» — старейший депутат) и Артур Ричардсон покинули парламент.